# 이스턴 리그
이스턴 리그(Eastern League)는 1923년 세워진 미국 북동부의 더블 A 리그이다. 1923년부터 1937년까지는 뉴욕 펜실베니아 리그라는 이름으로 불렸으며 1938년부터 이스턴 리그라는 이름으로 불리기 시작했다. 총 12개팀으로 이루어져 있으며 2010년 시즌부터 두 개의 디비전으로 운영됐다.

## 팀
| 디비전 | 팀                     | MLB 팀                | 연고지                   | 홈구장                        |
| ------ | ---------------------- | --------------------- | ------------------------ | ----------------------------- |
| 이스턴 | 빙엄턴 럼블포니스      | 뉴욕 메츠             | 빙엄턴, 뉴욕             | NYSEG 스타디움                |
| 이스턴 | 뉴브리튼 락 캐츠       | 콜로라도 로키스       | 뉴브리튼, 코네티컷       | 뉴브리튼 스타디움             |
| 이스턴 | 뉴햄프셔 피셔 캐츠     | 토론토 블루 제이스    | 맨체스터, 뉴햄프셔       | 노스이스트 델타 덴탈 스타디움 |
| 이스턴 | 포틀랜드 씨 도그즈     | 보스턴 레드삭스       | 포틀랜드, 메인           | 해들록 필드                   |
| 이스턴 | 레딩 파이틴 필리스     | 필라델피아 필리스     | 레딩, 펜실베이니아       | 퍼스트 에너지 스타디움        |
| 이스턴 | 트렌턴 썬더            | 뉴욕 양키스           | 트렌턴, 뉴저지           | 암&해머 파크                  |
| 웨스턴 | 애크런 러버덕스        | 클리블랜드 인디언스   | 애크런, 오하이오         | 캐널 파크                     |
| 웨스턴 | 앨투너 커브            | 피츠버그 파이어리츠   | 앨투너, 펜실베이니아     | 피플즈 내추럴 가스 필드       |
| 웨스턴 | 보위 베이삭스          | 볼티모어 오리올스     | 보위, 메릴랜드           | 프린스 조지스 스타디움        |
| 웨스턴 | 이리 씨울브즈          | 디트로이트 타이거스   | 이리, 펜실베이니아       | 제리 유에이치티 파크          |
| 웨스턴 | 해리스버그 세너터스    | 워싱턴 내셔널스       | 해리스버그, 펜실베이니아 | 메트로 뱅크 파크              |
| 웨스턴 | 리치먼드 플라잉 스퀄스 | 샌프란시스코 자이언츠 | 리치먼드, 버지니아       | 더 다이아몬드                 |